# Gyranusoidea
Gyranusoidea (лат.) — род мелких паразитических хальцидоидных наездников из семейства энциртид (Encyrtidae).

## Описание
Длина тела 1—2 мм. Окраска желтоватая без металлического блеска. Жгутик усиков 6-члениковый. Мандибулы 2-зубые. Паразитируют на мучнистых червецах (Hemiptera: Pseudococcidae). Около 20 видов, в Палеарктике 1 вид.

## Некоторые виды
- Gyranusoidea advena Beardsley, 1969
- Gyranusoidea albiclavata (Ashmead 1905)
- Gyranusoidea amasis Noyes, 2000
- Gyranusoidea aphycoides (Mercet, 1921)
- Gyranusoidea austrina Annecke & Mynhardt, 1970
- Gyranusoidea brixia Noyes, 2000
- Gyranusoidea ceroplastis (Agarwal 1965)
- Gyranusoidea cinga Noyes & Hayat, 1994
- Gyranusoidea citrina (Compere, 1938)
- Gyranusoidea claripennis (Timberlake, 1918)
- Gyranusoidea iranica[2]